# Roman A. Muselík
Roman A. Muselík (* 27. prosince 1965 Brno) je český a moravský fotograf, typograf, publicista a kurátor výstav. Je zakládajícím členem umělecké skupiny Bratrstvo (1989–1994).

## Život
Narodil se v rodině litografa a reprodukčního grafika brněnské tiskárny Františka Muselíka (8. září 1933 Viničné Šumice – 21. září 2020 Brno) a administrativní pracovnice a krejčové Elišky, roz. Kocmanové (16. dubna 1942 Kotvrdovice – 29. července 2016 Brno). Vyrostl na brněnském sídlišti Lesná, kde vychodil základní školu, v dětství ale také často trávil víkendy a prázdniny u prarodičů v Jedovnicích v Moravském krasu.
V letech 1980–1984 vystudoval obor fotografie na Střední uměleckoprůmyslové škole v Brně (postupně u pedagogů Františka Maršálka, Vladimíra Židlického, Františka Chrástka a Pavla Diase). Ve školním roce 1984/1985 byl zapsán na mimořádném studiu na Katedře fotografie FAMU Praha. V roce 1988 se účastnil 25. fotografické dílny Jerzyho Oleka v polském Gieraltówě. V letech 1986–1991 absolvoval magisterské studium dějin umění na Filozofické fakultě Masarykovy univerzity v Brně (profesoři Zdeněk Kudělka, Ivo Krsek, Jaroslav Sedlář, Jiří Kroupa, Miloš Stehlík, Miloš Štědroň, aj.) diplomovou prací „K. O. Hrubý“, která jako první monograficky zpracovala život a dílo tohoto významného fotografa a pedagoga. V letech 2011–2017 absolvoval doktorské studium na UNOB Brno v oboru krizového řízení se specializací (prof. František Božek).
V letech 1991–2002 byl členem TT klubu výtvarných umělců a teoretiků. Na přelomu let 1989 a 1990 byl též členem sdružení PHP (Aktivu volné fotografie).
Je kurátorem Galerie Otevřená zahrada Brno (od roku 2022), externím spolupracovníkem časopisu FOTO a od roku 2022 členem spolku Národního muzea fotografie. 

## Tvorba a její charakter
Fotografovat začal už na základní škole, volné fotografické tvorbě se cíleně věnuje s přestávkou od dob středoškolských studií. Vytváří ucelené soubory fotografií na poli imaginativní a subjektivně-dokumentární fotografie. Už od počátků své tvorby bývá zařazován mezi představitele tzv. vizualismu, jehož východiskem je spontánní, nearanžovaný „zážitek vidění“, spojující aktuální sociálně a psychologicky formulované obsahy a témata do subjektivně podbarvené výpovědi s esteticky působivými a vizuálně účinnými atributy autonomního fotografického obrazu. Obecnými formálními charakteristikami jeho fotografií jsou důraz na působivost obrazu, pevný výtvarný řád, minimalisticky oproštěná kompozice a barevná či světelná stylizace, směřující k nadreálnému, někdy až magickému vyznění scén, v nichž lze zaznamenat konotace s některými výtvarnými projevy minulosti.

### Skupina Bratrstvo
V roce 1989 byl zakládajícím členem fotografické sekce umělecké skupiny Bratrstvo (1989–1994), jejíž ustavující setkání proběhlo v jeho tehdejším ateliéru na Provazníkově ul. v Brně-Černých Polích a s níž vystavoval na společných výstavách. V této skupině bývalých spolužáků ze Střední uměleckoprůmyslové školy v Brně byl jediným školeným fotografem. Byl iniciátorem používání velkoformátové techniky snímání a kontaktní fotografie na speciální fotopapír Neovera s nazelenalým tónem. V rámci skupiny vytvořil soubor aranžovaných fotografií ideálních postav odkazujících k typům propagandistických figur socialistického realismu, jimž je přisuzován archetypální význam.    

## Výstavy

### Samostatné výstavy
- 1983 Ostrov u Macochy, Místní kulturní středisko
- 1983 Jedovnice, Místní kulturní středisko
- 1984 Hradec Králové, Studio poezie a hudby
- 1984 Humpolec, Muzeum Dr. Aleše Hrdličky (úvodní slovo Ilona Kostřicová)
- 1987 Ostrov nad Ohří
- 1988 Brno, Klub Topas na Kounicových kolejích (úvodní slovo Jaromír Fajkus, katalog)[7]
- 1988 Olomouc, Galerie pod podloubím (úvodní slovo Yvona Boháčová, katalog Bronislava Gabrielová)[8]
- 2016 Brno, Galerie 34 (úvodní slovo Jaroslav Pulicar)[9]
- 2017 Vyškov, Style Café Gallery, Waiting Dogs (kurátor a úvodní slovo Jiří Foltýn)
- 2017/18 Brno, Galerie pod bukem, ul. Hlinky (úvodní slovo Petr Daniel)
- 2019 Vyškov, TIC, Masarykovo nám., Wireless Girls[10]
- 2019 Praha, Galerie hunt kastner (kurátor Pavel Vančát)[11]
- 2020/21 Brno, Společenské centrum Brno-sever (kurátor a úvodní slovo Ivan Krajíček)[12][13][14][15]
- 2022 Brno, Galerie Otevřená zahrada, (In)significant Elements (kurátorka a úvodní slovo Jana Vránová)[16]
- 2022 Rajhrad, Benediktinský klášter – ledárna, In Heaven (úvodní slovo Pavel Kopřiva, Martin M. Mrskoš a Jan Sucharda)[17][18]
- 2022 Bratislava, Stredoevrópsky dom fotografie, Last Happy Days (kurátor, úvodní slovo a text katalogu Pavel Kopřiva)[19]
- 2023 Brno, Galerie Divadla Koráb, Playgrounds (kurátor, text a úvodní slovo Petr Němec)[20]
- 2023 Uherský Brod, Q galerie (úvodní slovo František Chrástek)[21]
- 2025 Lhota Rapotina, Galerie 1. vesnická, Firemní kultura (úvodní slovo Jana Písaříková)

### Výstavy se skupinou Bratrstvo
- 1989 Brno, Klub Topas na Kounicových kolejích (souborný katalog, text Roman A. Muselík)
- 1989 Praha, Výstavní síň divadla Semafor (úvodní slovo Jiří Datel Novotný)
- 1990 Brno, Galerie mladých (úvodní slovo Alena Gálová)[22]
- 1990 Praha, ZK Pařížská ul.
- 1991 Louny, Galerie Benedikta Rejta
- 1991 Praha, Pražský dům fotografie
- 1992 Brno, Galerie Ambrosiana, Jakubská ul. (čtení Vladimír Javorský)
- 1994 Banská Bystrica, Štátna galéria
- 1996/97 Brno, Moravská galerie, Pražákův palác (katalog Jiří Šimáček)

### Kolektivní výstavy (výběr)
- 1983 Praha, galerie Fotochema, Fotooddělení SUPŠ Brno
- 1983 Moravská Třebová, Očima mládí – VIII.bienále fotografické soutěže (2.cena v kategorii do 18 let za soubor 5 snímků)
- 1984 Brno, Dům umění města Brna, Výstava k 60.výročí SUPŠ [23]
- 1985 Blansko, Dělnický dům, Krajská svazová výstava SČF
- 1986 Tokio, fotosoutěž Faces of Earth
- 1986 Vyškov, Muzeum, Rozhovory – 10 moravských fotografů (kurátor Jiří Foltýn)
- 1987 Brno, Moravská galerie, Aktuální fotografie II.- Okamžik, reprízy G4 Cheb, Galerie Špýchar Bechyně, Museet for Fotokunst Aarhus Dánsko (kurátor Antonín Dufek, katalog)
- 1987 Brno, Moravská galerie, projekt portfolia Za zrcadlem (kurátor Antonín Dufek)
- 1987 Klimkovice, 8. Klimkovické fotosession
- 1987 Brno, Technické muzeum, Česká, repríza Slovácké divadlo Uherské Hradiště (kurátoři Pavel Dias a Antonín Dufek)
- 1989 Kladno, Malá galerie České spořitelny, Účast ve společenství (fotografické dílny v Gieraltówě), (katalog, kurátor Jerzy Olek, Jiří Hanke)
- 1989 Wroclaw, 1.Fotokonference Východ-Západ – Evropská výměna (kurátor Jerzy Olek)
- 1989 Praha, Park kultury a oddechu Julia Fučíka (Výstaviště), Salon čs. fotografie
- 1989 Vyškov, Muzeum, Rozhovory II – o syntéze (kurátor Jiří Foltýn)
- 1989/90 Brno, Dům umění města Brna, Fotografie absolventů a pedagogů SUPŠ Brno (kurátoři Roman A. Muselík, Pavel Dias a Jana Vránová, text katalogu Roman A. Muselík), reprízy G4 Cheb, VSF SD Bratislava, MKS Boskovice[24]
- 1990 Berlín, Martin-Gropius-Bau, výstava Preis für junge europäische Fotografen, Deutsche Leasing AG
- 1991 Brno, Dům umění města Brna, Mezi křikem a meditací, výstava 11 členů TT klubu (kurátoři Radek Horáček a Kaliopi Chaminikola, katalog s textem Igora Zhoře)[25]
- 1992 Arles, Rencontres de la photographie d'Arles, „Hervé Guibert – Dialogue d'image" par Hans Georg Berger (společně s: Hans Georg Berger, Javier Vallhonrat, Jo Brunenberg, Frank Horvat, Marti Llorens, Marina Cox, Jordi Guillumet, Karen Knorr, Pierre et Gilles, Zimbaldi, Carez), Librairie Actes Sud (Espace du Méjan), (kurátor Alain D'Hooghe)
- 2002 Olomouc, Česká a slovenská fotografie 80. a 90.let 20.století (kurátoři a katalog Lucia L. Fišerová a Tomáš Pospěch), repríza Bratislava
- 2005 Praha, Česká fotografie 20.století (kurátoři a katalog Vladimír Birgus a Jan Mlčoch)
- 2010 Praha, Dům U Kamenného zvonu, Tenkrát na východě – Češi očima fotografů 1948–1989 (kurátoři a katalog Vladimír Birgus a Tomáš Pospěch)
- 2010 Jindřichův Hradec, Národní muzeum fotografie, Via Lucis 1989–2009: Česká společnost ve fotografii
- 2012/2013 Olomouc, Muzeum moderního umění, Od Tiziana po Warhola: Muzeum umění Olomouc 1951-2011 (kurátor Ladislav Daněk, úvodní slovo Pavel Zatloukal)
- 2014 Brno, Dům umění města Brna, Retrospektiva – práce pedagogů a absolventů odd. fotografie SŠUD (kurátoři a katalog Jana Vránová a Martin Vybíral), repríza SEDF Bratislava
- 2015 Vyškov, Muzeum, Čtvrté rozhovory – o iluzi pravdy [14 autorů] (kurátor Jiří Foltýn, katalog Josef Moucha),
- 2019 Brno, Galerie G13, Panská ul., Vítrholc Vizual: Drum and bassový domov důchodců [15 autorů], (kurátorka Kristýna Kašparová)
- 2019 Brno, Společenské centrum Brno-sever, Výstava lektorů výtvarné školy Start-Art [8 autorů], (kurátor Roman A. Muselík)[26][27]
- 2019/2020 Praha, Uměleckoprůmyslové muzeum, Obrazy konců dějin – Česká vizuální kultura 1985–1995 (kurátor a katalog Pavel Vančát)
- 2019/2020 Praha, Národní galerie – Veletržní palác, 1989 (kurátor a katalog Tomáš Pospěch)
- 2021 Brno, Dům umění města Brna, Tady a teď – výstava k 110. výročí DumB (kurátorky a katalog Jana Písaříková a Marika Svobodová)
- 2021 Vyškov, Muzeum, Páté rozhovory - o naději [12 autorů]) (kurátor Jiří Foltýn)
- 2021/22 Praha, Galerie Národní technické knihovny, Člověk v jeskyni (kurátoři Milan Mikuláštík a Jana Písaříková)
- 2023/24 Brno, Vinotéka U tří knížat, Galerie jednoho hřebíku (kurátor Jaromír Šimkůj)
- 2025 Blansko, Muzeum Blanenska, Zámek (kurátoři Jana Písaříková a Jozef Štolfa)

## Ocenění
V roce 1990 získal 3. cenu v evropské fotografické soutěži „Preis für junge europäische Fotografen“ (Německo) – výstava proběhla v Gropius Bau Berlín.

## Významné publikace
Je zastoupen v několika vydáních publikace „20th Century Photography“ (1996–2012) mezinárodního nakladatelství TASCHEN a v dalších publikacích a časopisech (např. Photonews Hamburg, Československá fotografie, FOTO).

## Zastoupení ve sbírkách
- Moravská galerie Brno
- Uměleckoprůmyslové muzeum Praha
- Muzeum umění Olomouc
- Národní muzeum fotografie, Brno
- Muzeum Ludwigových, Kolín nad Rýnem (Německo)
- soukromé sbírky

## Kurátor výstav
- 1988–1989 kurátor výstav v galerii Klubu Topas Brno (například Ján Krížik, Martin Štrba, Bratrstvo, Jiří Šimáček, František Kowolowski, Ota Nepilý, Martin Vybíral aj. – souborný katalog "Sezóna I")[7]
- 1989 Fotografie absolventů a pedagogů SUPŠ Brno (29 autorů, s Pavlem Diasem a Janou Vránovou, text katalogu)[24]
- 2019–2020 kurátor výstav v galerii Start-Art Brno (9 autorů)
- 2022–… kurátor výstav v Galerii Otevřená zahrada Brno (Lištica, Pavel Buchta, Bronislav Foller, Zuzana Pernicová, Laco Garaj, …)
- 2023 spolukurátor výstavy Ivana Kříže – Z mnoha možností, Galerie města Blanska (spolu s Janou Písaříkovou)

## Publikační činnost (výběr)
- V letech 1986–1990 psal recenze fotografických výstav do časopisu Československá fotografie.
- 1989 – seriál článků o dějinách fotografie ke 150. výročí fotografie v deníku Rovnost, Brno
- Texty ke katalogům výstav – např. Martin a Magda Vybíralovi, Jiří Foltýn, Ota Nepilý, Václav Jirásek (Obrazy),...
- HRUBÝ, Karel Otto, Lukáš BÁRTL, Antonín DUFEK, Roman A. MUSELÍK, Miroslav MYŠKA, Jiří PÁTEK a Jana VRÁNOVÁ. Karel Otto Hrubý: fotograf, pedagog, teoretik. Brno: Barrister & Principal Publishing, 2017. S. 65–71. ISBN 978-80-7485-148-3.
- 2021 Útržek / Jiří Foltýn. FOTO. Brno, 2021, (41), s. 110–117. ISSN 1805-3335
- 2022 Přetržené pan-optikum Jiřího Tomana. FOTO. Brno, 2022, (42), s. 46-73. ISSN 1805-3335

### Související stránky
- Bratrstvo (fotografická skupina)
- Seznam českých fotografů
- České galerie fotografie